# Tongyangxi

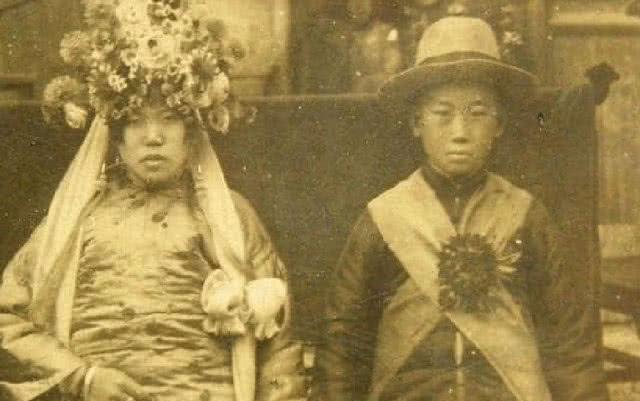
A tongyangxi e seu marido criança no dia do casamento, Era Republicana.

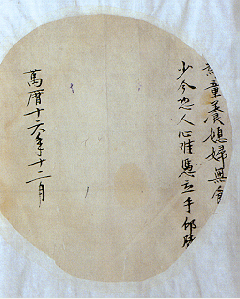
Uma certidão de casamento tongyangxi da dinastia Ming (1588)

Tongyangxi, também conhecido como casamento Shim-pua em dialetos Min Nan (na transcrição fonética de Hokkien usando caracteres chineses: 新婦仔), era uma tradição de casamento arranjado que remonta à China pré-moderna, em que uma família adotava uma filha pré-adolescente como futura noiva de um de seus filhos pré-adolescentes (geralmente crianças), e as crianças eram criadas juntas.  
Uma tradução direta da palavra taiwanesa (Hokkien) "sim-pu-a" é "pequena nora", na qual os caracteres "sim-pu" significam nora e o caractere de partícula "a" indica um diminutivo. O termo chinês mandarim similarmente usado "tongyangxi" significa literalmente "criança (童) criada (養) nora (媳)" e é o termo normalmente usado como tradução para o termo "noiva criança".
Esses casamentos infantis eram mais comuns entre os pobres, onde serviam para garantir uma esposa para um filho pobre. As famílias que entregaram suas filhas também se beneficiaram na medida em que não tiveram mais que sustentar uma filha, alguém que estava destinado a se casar e deixar a família um dia. Esses casamentos muitas vezes não tiveram sucesso e foram proibidos na China em 1949. Em Taiwan, a educação obrigatória tirou essas meninas de suas casas e as expôs ao mundo mais amplo, muitas vezes levando-as a deixar suas famílias adotivas. A prática terminou lá na década de 1970.

## Perspectiva da antropologia social
Dentro da pesquisa de antropologia social do casamento chinês, o casamento shim-pua é referido como um "casamento menor" porque a nora se junta à família de seu futuro marido quando ambos são menores, em contraste com o casamento maior chinês, no qual a noiva se junta à casa do marido no dia do casamento.  A filha shim-pua era frequentemente adotada por uma família que já tinha um filho com quem estaria prometida, embora isso nem sempre fosse o caso. Em vez disso, algumas famílias adotaram uma filha shim-pua antes de ter um filho, motivadas por uma crença tradicional de que adotar uma shim-pua aumentaria a probabilidade de uma esposa ter um filho.  Embora a filha shim-pua se junte à família ainda criança, o casamento só ocorreria depois que ambos atingissem a puberdade. Dependendo do status socioeconômico e dos meios financeiros da família, o casamento pode variar de um grande banquete a par de um grande casamento a uma pequena cerimônia familiar ou, nos casos mais simples, "uma reverência aos ancestrais e uma ligeira mudança nos arranjos de dormir da família." 
O casamento Shim-pua ocorreu em várias classes socioeconômicas, mas era particularmente comum entre as famílias pobres e rurais. Entre os abastados, casar-se com um filho em um casamento importante era prestigioso e uma demonstração de status, mas também caro.  Nas comunidades mais pobres e rurais, o casamento menor de shim-pua era barato e ajudava a garantir que, não importa quão pobre fosse uma família, seus filhos teriam esposas quando chegassem à idade de se casar e, portanto, uma maior probabilidade de produzir descendentes.  Em contraste, o alto preço da noiva para adquirir uma noiva para um filho se casar em um casamento importante pode ser proibitivo, às vezes até a renda de um ano para a família.  Se a família não pudesse pagar tal noiva para um grande casamento, isso poderia resultar em uma falha na produção de descendentes e no fim da linhagem familiar. Em contraste, os custos de adotar uma filha recém-nascida eram baixos e os custos de criá-la como shim-pua muitas vezes incluíam apenas comida e roupas. 

## Fim da prática
Na China continental, a prática foi proibida pelo Partido Comunista da China em 1949. 
Em Taiwan, várias questões legais surgiram na década de 1950, quando as filhas shim-pua foram registradas como filhas adotivas, ou seus equivalentes masculinos foram registrados como filhos adotivos. Como o casal era legalmente considerado meio-irmão, a lei comum de Taiwan proibia o casamento. Três revisões judiciais foram feitas pelo Yuan Judiciário para permitir seu casamento.  O casamento Shim-pua caiu fora de prática na década de 1970 devido ao aumento da riqueza resultante do sucesso econômico de Taiwan, tornando esses arranjos desnecessários.  Um fator que acelerou o fim do casamento shim-pua foi o estabelecimento da educação pública obrigatória em Taiwan, que obrigou as famílias a enviar todas as crianças, incluindo filhas e filhas shim-pua adotivas para a escola. A maior exposição fora de casa e a própria educação muitas vezes criavam oportunidades para as filhas shim-pua resistirem ou escaparem do arranjo matrimonial.